# Конституционно-императорская партия
Конституционно-императорская партия (яп. 立憲帝政党, りっけんていせいとう Риккэн тэйсэйто) — японская политическая партия. Основана 18 марта 1882 года. Возглавлялась общественным деятелем Фукути Гэнъитиро. Находилась на позициях консерватизма и монархизма. Поддерживала правительство и выступала против «Движения за свободу и народные права». Распущена 24 сентября 1883 года ввиду отсутствия поддержки правительства и населения.

## Краткие сведения
Конституционно-императорская партия была сформирована 18 марта 1882 года силами журналистов и общественных деятелей при поддержке японского правительства. Её руководителями стали директор газеты «Токийские дни» (яп. 東京日日新聞) Фукути Гэнъитиро, главный редактор еженедельника «Вестник Мэйдзи» (яп. 明治日報) Маруяма Сакура и редактор «Восточных новостей» (яп. 東洋新報) Мидзуно Торадзиро.
Партия выступала с монархических позиций. Она признавала императора Японии единственным источником власти и носителем национального суверенитета. Организация требовала внедрения общенациональной Конституции решением императора, а не всенародного парламента. В связи с этим руководство монархистов развернуло в прессе кампанию, направленную против Либеральной партии и Партии конституционных реформ, сторонников «Движения за свободу и народные права».
Социальную базу Конституционно-императорской партии составляли бывшие самураи, чиновники, зажиточное крестьянство и провинциальные предприниматели. Однако поддержки широких слоев населения она не имела, за что получила прозвище «Партия трех журналистов» (яп. 三人党). Несмотря на это, организация располагала разветвлённой сетью региональных представительств для противодействия «Движению за свободу и народные права»
В октябре 1882 года Конституционно-императорская партия провела большой съезд в Киото, на который прибыли 310 делегатов из 27 префектур. Фукути надеялся, что правительство будет осуществлять непосредственный контроль над организацией, но получил отказ чиновников, которые придерживались принципа невмешательства в жизнь любых партий. В результате Конституционно-императорская партия перестала расти и потеряла поддержку правительства. 24 сентября 1883 года на очередном партийном съезде было принято решение распустить организацию.